# Angus Thomas
Angus „Bangus“ Thomas (* 1955 in Chicago, Illinois) ist ein US-amerikanischer Jazzbassist.

## Leben
Thomas wuchs zunächst in Chicago-Englewood auf, begann als Kind mit einer Trompete und brachte sich als Autodidakt das Bassspielen bei. Auf das College kam er zunächst über ein Football-Stipendium, später ein Musik-Stipendium an der Eastern Illinois University. Es ergaben sich weitere Stipendien an der Berklee School of Music in Boston, am Konservatorium von Versailles und an der University of Illinois.
Bekannt wurde er Ende der 1970er Jahre durch seine Zusammenarbeit mit Harvey Mandel und mit dem Bluesmusiker John Mayall, mit dem er das Album No More Interviews aufnahm. 1981 spielte er bei RCA Records ein Album mit Jimmy Mack ein. Mit der Nicolas Simion Group veröffentlichte er 1999 Viaggio Imaginario auf Tutu Records. Als äußerst vielseitiger Musiker spielte er von Blues, Rock, Funk, Jazz bis Klassik in zahlreichen Genres.
1983 begann seine Zusammenarbeit mit der Gruppe Combo Audio, mit der er bei EMI aufnahm. 1985 hatte er Gelegenheit, für sieben Monate mit Miles Davis zu arbeiten, zwölf Auftritte in Amerika und eine Europatour. Im Folgejahr tourte er mit dem Bluesgitarristen Albert King. Ende des Jahres entstanden bei RCA Aufnahmen mit Peter Wolf. Weiterhin trat Thomas u. a. mit Stanley Clarke, Rahsaan Roland Kirk, Eddie Harris, Johnny Winter und anderen auf. Seit 2008 ist er Mitglied der Schweizer Band von Philipp Fankhauser.

„Gib ihnen den Groove, Jazz, Rock, Funk. Es ist ein Geben und Nehmen, ein schöner Tanz.“

Thomas lebt seit Jahren in Wien, wo er am American Institute of Music unterrichtet, hat aber auch eine Wohnung in der Schweiz. In die Vereinigten Staaten reist er nach eigenen Angaben nur für kleinere berufliche Aufträge und Projekte, etwa dreimal im Jahr. Er war der erste Basslehrer von Rolling-Stones-Bassist Darryl Jones.

## Belege
1. 1 2 3  Angus "Bangus" Thomas im Gespräch (Memento vom 1. September 2014 im Internet Archive), biografisches Lang-Interview in stadtbekannt.at vom 9. Februar 2012, abgerufen am 13. Januar 2015.
2. ↑  Viaggio Imaginario Nicolas Simion Group (Memento vom 29. Oktober 2014 im Internet Archive), Tutu Records

| Personendaten    | Personendaten                 |
| ---------------- | ----------------------------- |
| NAME             | Thomas, Angus                 |
| ALTERNATIVNAMEN  | Thomas, Bangus (Spitzname)    |
| KURZBESCHREIBUNG | US-amerikanischer Jazzbassist |
| GEBURTSDATUM     | 1955                          |
| GEBURTSORT       | Chicago                       |